# Фатеев, Алексей Викторович
Алексе́й Ви́кторович Фате́ев (укр. Олексій Вікторович Фатєєв; род. 1 декабря 1974, Купянск-Узловой, Харьковская область) — украинский и российский актёр театра и кино.

## Биография
Алексей Фатеев родился 1 декабря 1974 года в посёлке городского типа Купянск-Узловой Харьковской области УССР.
После окончания средней школы заочно учился в Харьковском институте инженеров железнодорожного транспорта. Потом окончил Харьковское училище культуры по специальности «дирижёр-хоровик». Будучи студентом училища, принимал участие в дипломных спектаклях режиссёрского факультета Харьковского института искусств имени И. П. Котляревского. В 1995 году стал студентом актёрского факультета этого института (курс Е. В. Лысенко), а в 1999 году — его выпускником.
На втором курсе получил приглашение в Харьковский академический русский драматический театр имени А. С. Пушкина, где за девять лет работы (1997—2006) сыграл множество ролей, в числе которых роль Арбенина в «Маскараде» и Джорджа Пигдена в «Номере 13», за которую был удостоен муниципальной премии имени И. А. Марьяненко (2003). Одновременно с работой в театре имени А. С. Пушкина играл в Харьковском театре «Новая сцена» (2001—2006).
В 2006 году переехал в Москву, где стал артистом Московского академического театра имени Владимира Маяковского и сразу получает главную роль — барина Миловидова — в спектакле Ю. В. Иоффе «На бойком месте» (по одноимённой пьесе А. Н. Островского). Постепенно в репертуар вошли такие роли, как слуга Осип в «Ревизоре» Н. В. Гоголя (режиссёр — С. Н. Арцибашев), Арнольд в «Круге» С. Моэма (режиссёр — Татьяна Ахрамкова), Андрей Прозоров в «Трёх сёстрах» А. П. Чехова (режиссёр — С. Н. Арцибашев).
В 2012 году телевидение показало две премьеры с его участием: 16 апреля на канале «Россия 1» стартовал показ многосерийного фильма Эльёра Ишмухамедова «М. У. Р.», а 11 июня на российском «Первом канале» вышла первая серия «Счастливого билета» (режиссёр — Виталий Москаленко), где Фатеев сыграл главную роль — Илью Дронова.
Озвучивает мультипликационных и киноперсонажей, дублируя роли иностранных артистов. Его голосом говорят майор Монограмм из мультсериала «Финес и Ферб» и полнометражного мультфильма «Финес и Ферб: Покорение второго измерения».

### Личная жизнь
Алексей Фатеев был женат на харьковчанке Алине. 13 сентября 2005 года у них родилась дочь Мария. В Москве супруги расстались. В 2017 году актер Фатеев женился на Алёне, госслужащей. Пара воспитывает сына жены от первого брака.

### Театральные работы

#### Харьковский академический драматический театр
- «Хитроумная влюблённая» Лопе де Вега — Люсиндо
- «Моя парижанка» Робер Ламурё — Жермен Виньон, Луи Сабатье
- «Осенние скрипки» И. Д. Сургучев — Барановский
- «Деревья умирают стоя» А. Касона — Директор
- «Шут Балакирев» Г. Горин — Принц Голштинский
- «Леди Макбет Мценского уезда» Н. С. Лесков — Сергей
- «Номер тринадцатый» Рэй Куни — Джордж Пигден
- «Слишком женатый таксист» Рэй Куни — Джон Смит
- «Изверг» М.Левитин — Дантес
- «Милый друг» Ги де Мопассан — Жорж Дюруа
- «Маскарад» М. Ю. Лермонтов — Евгений Арбенин

#### Театр «Новая сцена» (Харьков)
- «Ю» О.Мухина — Дмитрий;
- «Дядя Ваня» А. П. Чехов — Телегин
- «Как важно быть серьёзным» О.Уайльд — Алджернон Монкриф
- «Розенкранц и Гильденстерн мертвы» Т.Стоппард — Гамлет
- «Отражения» Т.Стоппард — Билли

#### Театр Марии Коваленко при Доме актёра имениЛеся Сердюкав Харькове
Моноспектакль по А. С. Пушкину «Мгновения поэта» (1999).

#### Московский театр музыки и поэзии п/рЕлены Камбуровой
«Капли датского короля» по произведениям Б. Окуджавы

#### Московский академический театр имени Владимира Маяковского
- «Женитьба» Н. В. Гоголь (реж. С. Н. Арцибашев) — Кочкарёв, Степан
- «Круг» С.Моэм — Арнольд
- «Ревизор» Н. В. Гоголь (реж. С. Н. Арцибашев) — Осип
- «Три сестры» А. П. Чехов — Андрей Прозоров
- «Авантюристы» Алэн Вернье «Бесконечные ноги любви» (реж. Владимир Глазков) — Клаудио Попетти
- «Амуры в снегу» Д. И. Фонвизин «Бригадир» (реж. Екатерина Гранитова) — Добролюбов, капитан Гвоздилов
- «Дети портят отношения» Жан Летраз (реж. Семён Стругачёв) — Огюстен
- «На бойком месте» А. Н. Островский (реж. Юрий Иоффе) — Миловидов
- «Развод по-мужски» Н.Саймон «Странная пара» (реж. Сергей Посельский) — Оскар Мэдисон
- 2011 — «Месяц в деревне» И. С. Тургенев, режиссёр Александр Огарёв — Алексей Беляев
- 2012 — «Любовь людей» Д. Богославский, режиссёр Никита Кобелёв — Сергей
- 2013 — «Враг народа» Генрик Ибсен режиссёр Никита Кобелёв — Томас Стокман
- 2013 — «Август: графство Осейдж» Трейси Леттса, режиссёр Гиртс Эцис (доделывал спектакль Миндаугас Карбаускис) — Стив Хайдебрехт
- 2014 — «Бесприданница» Александр Островский, режиссёр Лев Эренбург — Сергей Сергеич Паратов
- 2016 — «Все мои сыновья» А. Миллер, режиссёр Леонид Хейфец — Крис Келлер
- 2019 — «Снимается кино» Э. Радзинский, режиссёр Юрий Иоффе — Фёдор Фёдорович Нечаев

### Фильмография
- 2005 — «Присяжный поверенный» — Андрей Муратов
- 2006 — «Ситуация 202» (1 фильм) — менеджер
- 2008 — «Воротилы. Быть вместе» — инспектор ДПС (нет в титрах)
- 2009 — «Выхожу тебя искать» — главврач психклиники
- 2009 — «Глухарь-2» — Андрей
- 2009 — «Десантура» — ротный
- 2009 — «Желание» — Сергей
- 2009 — «Иван Грозный» — окольничий Головин
- 2010 — «Гадание при свечах» — Толя, водитель Шеметова
- 2010 — «По горячим следам» (16 серия «Злой дух из санатория») — Владимир Иванович Пантелеймонов, физрук
- 2011 — «Фурцева» — Андрей Михайлович, помощник Фурцевой
- 2012 — «М. У. Р.» — Парамонов, кинолог
- 2012 — «Счастливый билет» — Илья Дронов
- 2012 — «Девушка в приличную семью» — Константин
- 2013 — «Дом с лилиями» — Сергей Морозов
- 2013 — «Условия контракта» — Игорь Андреевич Усов
- 2013 — «Метро» — спасатель МЧС
- 2014 — «Улыбка пересмешника» — Андрей Рудин, следователь, капитан полиции
- 2014 — Пятницкий. Глава четвёртая — новый начальник службы криминальной полиции ОМВД «Пятницкий»
- 2014 — «Орлова и Александров» — Иван Пырьев
- 2014 — «Татьянина ночь» — Юрий Рогов майор КГБ
- 2015 — «Курортный роман» — Глеб
- 2015 — «Гречанка» — Сергей Лакшин
- 2017 — «Экспроприатор» — Владимир Кудрявцев
- 2017 — «Нелюбовь» — Иван, координатор поисково-спасательного отряда
- 2017 — «Серебряный бор — Андрей Кириллов
- 2018 — «Моё сердце с тобой» — Александр
- 2018 — «Крепкая броня» — Александр Званцев, военврач
- 2019 — «Ангел-хранитель»
- 2019 — «Проксима» — Антон Очиевский
- 2020 — «Венец творения» — Евгений, массажист
- 2020 — «Старые кадры» — Григорий Лебедев
- 2021 — «Тайна Лилит» — Фёдор Анатольевич Володин, адвокат
- 2022 — «Надвое» — Андрей, хирург
- 2024 — «Трасса» — Виниченко
- 2025 — «Гипнозис» — Караев

## Награды
- 2003 — лауреат муниципальной премии имени [[Марьяненко, Иван Александрович|И. А. Марьяненко — за роль Джорджа Пигдена в спектакле «Номер 13».
- 2013 — театральная премия «МК» в номинации «Лучшая мужская роль» — за роль Сергея в спектакле «Любовь людей».